# Weronika Zielińska-Stubińska
Weronika Zielińska (występowała też pod nazwiskiem Zielińska-Stubińska) (ur. 16 maja 1997) – polska sztangistka, mistrzyni Europy seniorek (2024), brązowa medalistka mistrzostw Europy seniorek (2025), olimpijka (Paryż 2024).

## Życiorys
Jest zawodniczką AZS AWF Biała Podlaska.
Jej największym sukcesem w karierze jest mistrzostwo Europy seniorek w 2024 w kategorii 81 kg, wynikiem 235 kg (103+132 kg). Na mistrzostwach Europy w 2025 zdobyła w tej samej wadze brązowy medal uzyskując wynik 237 kg (105 kg + 132 kg). W tej samej wadze reprezentowała Polskę na mistrzostwach Europy w 2021 (7. miejsce z wynikiem 216 kg (95+121 kg)), 2022 (4. miejsce z wynikiem 225 kg (98+127 kg)) i 2023 (7. miejsce z wynikiem 219 kg (98+121 kg) oraz na mistrzostwach świata w 2023 (6. miejsce z wynikiem 237 kg (107+130 kg)) i 2024 (9. miejsce z wynikiem 232 kg (102+130 kg). W 2019 zdobyła brązowy medal mistrzostw Europy U23 w kategorii 76 kg.  
Była jedyną reprezentantką Polski w podnoszeniu ciężarów na igrzyskach olimpijskich w Paryżu (2024), ale nie zaliczyła na nich żadnej próby w rwaniu. 
W 2020, 2021, 2022, 2023 i 2024 została mistrzynią Polski seniorek w kategorii 81 kg (w 2021, 2022, 2023 i 2024 była też najlepszą zawodniczką mistrzostw w punktacji Sinclaira).